# Lana Hudeček
Lana Hudeček (ur. 2 listopada 1960 w Zagrzebiu) – chorwacka językoznawczyni. Zajmuje się normatywistyką, terminologią, leksykologią i leksykografią. Do jej zainteresowań naukowych należą: język mediów, język komunikacji służbowej oraz historia języka.

## Życiorys
W 1986 r. ukończyła studia na Wydziale Filozoficznym Uniwersytetu Zagrzebskiego. W 1994 r. uzyskała magisterium na podstawie pracy Oblici pridjeva u sanktoralu Hrvojeva misala. Doktoryzowała się w 2003 r. na podstawie rozprawy Izražavanje kategorije posvojnosti u hrvatskom jeziku do polovice 19. stoljeća.
Autorka bądź współautorka fundamentalnych wydawnictw normatywnych: Hrvatski pravopis, Školski rječnik hrvatskoga jezika, Hrvatski jezični savjetnik, Normativnost i višefunkcionalnost u hrvatskome standardnom jeziku. Jej działalność spotkała się z krytyką. Część lingwistów zarzuciło jej brak warsztatu naukowego, puryzm, promowanie preskryptywizmu oraz subiektywnych idei poprawności naukowej, uznanych za nieugruntowane we współczesnej wiedzy lingwistycznej.
Redaktorka czasopisma „Hrvatski jezik”. Była członkinią rady redakcyjnej i międzynarodowej rady redakcyjnej czasopisma „Rasprave: Časopis Instituta za hrvatski jezik i jezikoslovlje”. Należała także do rady redakcyjnej polskiego czasopisma „Media i społeczeństwo”. W latach 2007–2013 kierowała projektem Hrvatski normativni jednosvezačni rječnik.

## Wybrana twórczość
- Hrvatski jezični savjetnik (współautorstwo, 1999)
- Normativnost i višefunkcionalnost u hrvatskome standardnom jeziku (współautorstwo, 2005)[3]
- Jezik medija – publicistički funkcionalni stil (współautorstwo, 2009)
- Školski rječnik hrvatskoga jezika (współautorstwo, 2012)
- Hrvatski pravopis (współautorstwo, 2013)
- Hrvatski na maturi (współautorstwo, 2014)
- Relations between Description and Prescription in Croatian Language Manuals (współautorstwo, 2015)